# Masacre de Salvatierra
La Masacre de Salvatierra fue un tiroteo masivo, durante una Posada, el 17 de diciembre de 2023,que dejó aproximadamente 11 personas muertas y 24 heridas en las afueras del pueblo de Salvatierra, Guanajuato. 

## Fondo
El pueblo de Salvatierra está ubicado en la porción sur del estado de Guanajuato. Esta área ha visto un aumento en la violencia relacionada con las drogas debido en parte a su proximidad con el vecino estado de Michoacán, que está controlado por el Cártel Jalisco Nueva Generación y busca activamente expandirse su territorio contra los cárteles locales quien esta respaldados por el Cartel de Sinaloa.

## Reacciones
La Fiscalía General de Guanajuato condenó el tiroteo y dijo que un equipo “multidisciplinario” realizaría una investigación encaminada a detener a los culpables. No se informó de arrestos de inmediato al público.
El presidente de México, Andrés Manuel López Obrador, pidió la renuncia del Fiscal de Guanajuato citando que “Por eso también, mi respetuosa insistencia en que cambien al fiscal del estado, que lleva 13 años ahí y tiene un poder político colosal”.